# Anton Slatnar
Anton Slatnar, slovenski tiskar in založnik, * 3. januar 1867, Nožice, 16. maj 1926, Kamnik.
Anton Slatnar je bil znan kamniški tiskar in založnik z začetka 20. stoletja. Rodil se je kočarjema Antonu Slatnarju st. in Magdaleni Šarc. Tiskarske obrti se je izučil v Blaznikovi tiskarni ter bil med drugim stavec v Narodni in Katoliški tiskarni v Ljubljani ter tiskarni Mohorjeve družbe v Celovcu.
Leta 1900 sta s Hinkom Saxom v Kamniku ustanovila tiskarno in nato sodelovala do leta 1910, ko je Sax ustanovil svojo tiskarno v Idriji. Slatnar je 1912 tiskarno moderniziral. Ročne stroje je preuredil na električni pogon. Leta 1922 je tiskarno preselil v pritličje Samčeve hiše na Glavnem trgu, kjer je obratovala do ukinitve 1949. Tiskarno je vodil do smrti 1926, po njegovi smrti pa je tiskarno do 1931 vodila njegova vdova. Tega leta je bila prodana. Pod novimi lastniki je delovala kot Tiskarna Slatnar.
V tiskarni so v času sodelovanja Slatnar - Sax natisnili nekatere pomembne knjige, predvsem avtorjev slovenske moderne.